# Flibustierowie
Tajemnicza bandera i flibustierowie (późniejsze wydania pt. Flibustierowie lub rzadziej Tajemnicza Bandera, niekiedy z podtytułem Powieść na tle dziejów Indii Zachodnich) – powieść egzotyczno-przygodowa dla młodzieży Władysława Umińskiego z 1898 (w odcinkach; wydanie książkowe z 1901). Książka doczekała się około 10 wydań, z tego większości w okresie PRL-u; komunistycznej władzy odpowiadał temat książki – krytyka kapitalizmu i Stanów Zjednoczonych. Powieść opowiada o przygodach Polaków biorących udział w wojnie amerykańsko-hiszpańskiej.

## Historia wydań
Powieść została opublikowana w odcinkach w ilustrowanym magazynie Przyjaciel Dzieci (nr 22–53) w 1898, a następnie wydana jako książka w 1901 w wydawnictwie Michała Arcta. Kolejne edycje ukazały się m.in. w latach 1922, 1933, 1951, 1953, 1954, 1956, 1959, 1967 i 1970. Na ogół miały skrócony tytuł (Flibustierowie),  poza pierwszym wydaniem oraz tym z 1933 zatytułowanym Tajemnicza Bandera. Powieść przetłumaczono także na język serbsko-chorwacki (1964 jako Kubański ustanici) i słowacki (1956 jako Flibustieri). W 1969 doczekała się także adaptacji radiowej pt. O wolność Kuby przez R. Pisarskiego.

## Fabuła
Fabuła książki jest częściowo oparta na autentycznych przeżyciach polskich imigrantów. Opowiada o przygodach dwóch Polaków (Józef i Wacław Kosowie), synów polskiego emigranta z kujawskiej wioski, którzy po katastrofie morskiej trafiają do partyzantki kubańskiej podczas powstania 1895–98 (poprzedzającego wojnę amerykańsko-hiszpańską), spotykając tam dwóch innych Polaków. W powieści  Umiński krytycznie przedstawia też „oddział filbustjerów, t.j. partyzantów amerykańskich, utworzony w Stanach Zjednoczonych, rzekomo dla niesienia pomocy powstańcom, w istocie zaś [mającym na celu] zniszczenie konkurencyjnych plantacyj na Kubie”. Według powojennego recenzenta, książka opowiada o „haniebnym wyzysku uczciwych emigrantów i Kubańczyków przez amerykańskich biznesmenów, którzy finansują statek wojskowy do walki z Hiszpanami w celu wzniecenia nieporządku i chaosu na Kubie przed wojną hiszpańsko-amerykańską”.

## Odbiór i analiza
Jak wiele innych utworów Umińskiego, książka ta jest też uważana za inspirowaną twórczością Julesa Verne'a, w tym konkretnym przypadku powieścią Północ kontra Południe). Stanisław Arct jednak zaliczył ją do oryginalnej twórczości polskiego pisarza.
W okresie międzywojennym powieść zrecenzowała Komisja Oceny Książek do Czytania dla Młodzieży Szkolnej. Recenzent pisał, że „ideą książki jest hasło walki o wolność, w której bezinteresownie bierze udział kilku Polaków. Hasło to, urzeczywistnione przez bohaterów powieści, może mieć pewien wpływ moralny na młodzież, choć tyczy się stosunków zbyt dalekich i obcych czytelnikowi polskiemu”. Książkę, ocenioną jako „napisaną językiem dość poprawnym” i „zajmującą, ale bez wybitniejszej wartości literackiej” w 1929 określono jako „dozwoloną” dla dzieci w wieku 11–15.
W 1946 M. Andrea w Polish American Studies określiła książkę jako „bardzo interesującą powieść przygodową dla młodzieży”.
W 1964 Krystyna Kuliczkowska skomentowała powieść jako tytuł zawierający „ostre akcenty krytyki społecznej”, pisząc, że „demaskuje autor amerykańskie machinacje w taki oto sposób: «Kapitaliści poświęcają setki tysięcy, by zarobić miliony. Spodziewają się oni, że w razie wypędzenia Hiszpanów z Kuby zakwitnie tam handel, otworzą się nowe ujścia dla leżących kapitałów; albo są to cukrownicy grający na zwyżkę swego towaru; życzą oni sobie, by powstanie trwało, jak najdłużej, bo wtedy Kuba przestanie produkować cukier, wskutek tego artykuł ten pójdzie w cenę, a oni nagromadzili go duże zapasy. Ba, mogą to być jeszcze plantatorowie tytoniu, których w oczy kole konkurencja hawańskich cygar»”. W 1973 pisała też, że utwór ten zawiera przesłanie nie tylko przetrwania, w kontekście motywu "Polak na obczyźnie", ale też motyw "polskich tradycji wolnościowych" i ideę walki o wyzwolenie narodowe, a krytyka kolonializmu jest "przejrzystą aluzją do sytuacji Polaków".
Pedagog Łukasz Kurdybacha w swojej Historii wychowania z 1968 pozytywnie wyraził się o tej książce, pisząc, że jest to jedna z „powieści o nie przemijającej wartości”, ukazująca "żywotne idee narodowowyzwoleńcze i losy tułacze emigrantów". 
W 1972 recenzent ze Stowarzyszenia Bibliotekarzy Polskich opisał książkę jako „bardzo poczytną” i „wartościową lekturę dla czytelników od 12 lat”, zauważając też, że powieść w okresie wydania odczytano jako aluzję do sytuacji Polski w okresie zaborów i walki z zaborcami. Recenzent w opisie książki zwrócił uwagę na „szlachetną bezinteresowność” polskich bohaterów powieści, której „przeciwstawia autor podstępną działalność flibustierów ochotników amerykańskich, którzy pod pozorem niesienia pomocy powstańcom wypierają Hiszpanów w celu zabezpieczenia własnych interesów i opanowania Kuby”.
W 1988 książkę opisano jako „pisaną ze społecznym zaangażowaniem" i „ukazującą tułaczą dolę Polaków na obczyźnie”.